# Base Léonore
Base Léonore sau baza de date Léonore este o bază de date franceză care enumeră înregistrări despre membrii legiunii de onoare. Baza de date enumeră înregistrări a persoanelor induse în Legiunea de onoare de la incepția sa din 1802 și cine au murit înainte de 1977.
La data de ianuarie 2014, baza de date conținea 390,000 înregistrări.